# Ewa Maria Slaska
Ewa Maria Slaska (ur. 2 września 1949 w Sopocie) – polska pisarka i dziennikarka, organizatorka kultury.

## Życie
Jej rodzicami byli polski żeglarz Dariusz Bogucki (zm. 2002) i graficzka i tłumaczka poezji hiszpańskiej Irena Kuran-Bogucka. Była żoną Marka Slaskiego, wnuka Ludwika Slaskiego, pochodzącego z rodziny Slaskich herbu Grzymała. Jej syn, Jacek Slaski (ur. 1976), jest dziennikarzem i organizatorem kultury (razem z Anną Krenz prowadzili w Berlinie galerię ZERO).
Studiowała polonistykę w Wyższej Szkole Pedagogicznej w Gdańsku. Ukończyła etnografię i archeologię na Uniwersytecie Poznańskim.
W 1981 r. pracowała w gdańskim tygodniku NSZZ „Solidarność” – My, współpracowała wówczas w polskim radiem w Gdańsku.
Od 1985 r. na emigracji w Berlinie.
W 1986 r. założyła (wraz z Grzegorzem Ziętkiewiczem) i prowadziła w niemieckiej TV w Berlinie program Magazyn Wyspa – Insel.
W 1994 r. założyła w Berlinie Polsko-Niemieckie Towarzystwo Literackie (Verein zur Förderung der Deutsch-Polnischen Literatur) WIR, które istniało do roku 2012.
Redagowała nieregularnik literacki WIR (ISSN 0948-6313).
Laureatka stypendiów kulturalnych senatu Berlina i stypendiów UNESCO dla pisarzy i tłumaczy.
Publikowała na łamach polskich miesięczników kulturalnych wydawanych w kraju i za granicą, m.in. Archipelagu, Odry, Pogranicza, Tytułu.
Tłumaczyła również poezję. Jej przekłady (z niemieckiego) ukazywały się w miesięcznikach m.in. Akcent, Polonistyka, Pro Libris, Przegląd Polityczny.
W 2003 roku była laureatką Polsko-Niemieckiej Nagrody Dziennikarskiej.
Od roku 2011 prowadzi kolejno blogi Jak udusić kurę, czyli co młoda panna po trzydziestce powinna wiedzieć, a dziwnym trafem jeszcze nie wie (2011-2012 na blox.pl), a od grudnia 2012 blog ewamaria2013 w Wordpress. Od kilku lat blog nosi nową nazwę: ewamaria.blog. Te blogi są rodzajem gazety codziennej, w której co noc, w  minutę po północy ukazuje się nowy wpis różnego autorstwa; z blogiem Jak udusić kurę... współpracowało kilkanaście autorek i autorów, z blogami ewamaria2013 i ewamaria.blog – kilkuset, aczkolwiek lista współautorów się zmienia i jednorazowo jest ich od kilkunastu do kilkudziesięciu. Od kilku lat współpracownikiem bloga jest Konrad Kozaczek, student filozofii.
Od roku 2021 wspólnie z Konradem Kozaczkiem prowadzi encyklopedię Polek za granicą - Polkopedia
Od roku 2020 wspólnie z Anną Krenz organizuje duże projekty poświęcone pamięci o kobietach, przede wszystkim Polkach zabitych podczas II wojny światowej w Berlinie:
- Irena Bobowska, zapomniana bohaterka, brakująca połowa historii (wydarzenia w przestrzeni publicznej, lekcje szkolne, wystawa, prezentacje, nadanie imienia Bobowskiej drzewu, które rośnie koło więzienia, w którym ją przetrzymywano) - od 2020 roku
- Kobiety w cieniu gilotyny - Polki ścięte w berlińskim więzieniu Plötzensee (warsztaty, strona internetowa, broszura) - rok 2023-2024
- Jadwiga (Hedwig Neumann) i inni  - projekt, zmierzający do upamiętnienia polskiej konspiratorki tablicą pamiątkową w przestrzeni publicznej miasta - od roku 2024
W roku 2024 wraz z Anną Krenz i Jemkiem Jemowitem przygotowała wystawę Freiheit Gleichheit Solidarność - Wolność Równość Solidarność - Freedom Equality Solidarność w ramach wystawy Berlin Global w HumboldtForum w Berlinie.

## Twórczość
Książki m.in.:
- Azalie (opowiadanie), w tomie Jedno słońce dla wszystkich, Warszawa 1981
- Portret z ametystem, Gdańsk 1981, ISBN 83-215-8229-X.
- Dochodzenie, Paryż 1985 (Biblioteka „Kultury” 411) ISBN 2-7168-0074-X.
- Jak podróżować po Niemczech (wspólnie z Martinem Ryzinskim), Warszawa 1998, ISBN 83-86773-24-3.
- Kartki z podróży do Łeby (wspólnie z Katarzyną Bogucką Krenz), Gdańsk 2001, ISBN 83-88487-87-6.
- Piękne dni w Visby, wyd. Prószyński, Warszawa 2006, ISBN 83-7469-356-8.
- Ich bin nicht tot / Nie umarłem (wspólnie z Michałem Rembasem), Berlin 2016
- Lublinerowie, wyd. Biblioteka Zielonkowskich Zeszytów Historycznych, Zielonka 2017, ISBN 978-83-944285-7-0 (pod ps. Ewa Lubliner)